# پیلاتون
پیلاتون (به انگلیسی: Pillaton) یک روستا و محله مدنی در بریتانیا است که در کورنوال واقع شده‌است. پیلاتون ۴۷۳ نفر جمعیت دارد.